# Thea Bry
Thea Bry (* 15. Juni 1911 in Berlin, Deutsches Kaiserreich als Thea Hackelberg; † 29. November 2000, Cambridge, Massachusetts, Vereinigte Staaten) war eine deutsch-US-amerikanische Psychiaterin und Lehranalytikerin.

## Leben
Thea Bry wurde als einziges Kind des wohlhabenden jüdischen Pelzhändlers Louis Hackelberg (1890–1937) und seiner Ehefrau Martha (geborene Silberberg, 1887–1979) am 15. Juni 1911 in Berlin geboren. Nach ihrem Abitur an der „Städtischen Studienanstalt der realgymnasialen Richtung zu Berlin“ im Jahr 1931 begann sie im Oktober desselben Jahres ein Medizinstudium an der Friedrich-Wilhelms-Universität zu Berlin. In dieser Zeit lernte sie ihren späteren Ehemann, den Jurastudenten Gerhard Bry (1911–1996), kennen, der sich 1932 der Widerstandsgruppe Neu Beginnen anschloss. Um dessen Arbeit im Untergrund nicht zu gefährden, brach sie später ihre Lehranalysen bei Carl Müller-Braunschweig unter dem Vorwand ab, sich als Jüdin bei einem Nicht-Juden unverstanden zu fühlen.
Im Herbst 1932 ging sie für kurze Zeit nach Palästina, und Gerhard Bry begleitete sie auf der Hinreise bis nach Italien. Nach einer Zweckheirat, einer sogenannten „Passport Marriage“ mit dem Briten John Henkin, kehrte sie 1934 als britische Staatsbürgerin nach Berlin zurück. Sie nahm ihr Studium wieder auf, wechselte jedoch vom Fach Medizin zur Psychologie. Zusammen mit Gerhard Bry floh sie 1935 aus Nazideutschland nach Großbritannien. Dort setzte sie unter ihrem Ehenamen Thea Henkin an der University of London ihr Psychologiestudium fort, das sie 1936 mit einem Diplom (Academic Post-Gaduate Diploma in Psychology) abschloss. Ihre psychoanalytische Ausbildung vervollständigte sie mit einer Analyse bei Kate Friedländer.
Über die Zwischenstation Kuba emigrierte das Paar im Winter 1938/1939 in die Vereinigten Staaten. Am 29. Dezember 1938 heirateten Thea Henkin und Gerhard Bry in der kubanischen Hauptstadt Havanna, und am 2. Februar 1939 reisten sie per Schiff in die USA ein. Aus ihrer Ehe gingen zwei Kinder hervor, darunter die 1943 geborene Tochter Ava (verheiratete Penman), ebenfalls Psychoanalytikerin und Schülerin Anna Freuds. Im August 1944 erhielt Thea Bry die US-amerikanische Staatsbürgerschaft.
Nachdem sie in New York ihre analytische Ausbildung bei Edith Jacobson abgeschlossen hatte, arbeitete Thea Bry mehr als 60 Jahre lang als niedergelassene Psychoanalytikerin in Newark, New Jersey. Der Schwerpunkt ihrer Tätigkeit lag bei der Kinderanalyse. Daneben unterrichtete sie an der Fairleigh Dickinson University und war als leitende Psychologin im Vorschulprogramm ihres Wohnortes Newark tätig. Bry war Mitglied der New Jersey Association for Infant Mental Health (dt. etwa: New Jersey Gesellschaft für psychische Gesundheit von Kindern) und Mitgründerin des YCS Institute for Infant and Preschool Mental Health (dt. etwa: YCS-Institut für psychische Gesundheit von Kindern und Vorschulkindern) des Jugendberatungsdienstes Youth Consultation Service (YCS). Zeitlebens setzte sie sich für die Verbesserung des Verständnisses von Kindern und Eltern und deren Beziehungen untereinander ein. Als Mitglied und Präsidentin der New Jersey Group Psychotherapy Association setzte sie sich besonders mit der Theorie und Praxis der Gruppenpsychotherapie auseinander. Dieses Thema stand auch im Fokus ihrer Veröffentlichungen.
Thea Bry starb am 29. November 2000 im Alter von 89 Jahren an Krebs. Sie wurde am 1. Dezember 2000 auf dem Friedhof Beth Israel Memorial Park in Waltham (Massachusetts) bestattet, wo auch schon ihr 1996 verstorbener Ehemann seine letzte Ruhestätte gefunden hatte.

## Thea Bry Award
Seit 2002 wird vom Youth Consultation Service (YCS), zu dessen Mitbegründern Bry gehörte, alljährlich der YCS Thea Bry Award verliehen. Mit diesem Preis werden Personen des öffentlichen Lebens ausgezeichnet, die sich in herausragender Weise für die Belange von Kindern und Familien einsetzen. Verliehen wurde er unter anderem an Bob McGrath und Darrell Armstrong.

## Schriften (Auswahl)
- Varieties of resistance in group psychotherapy. In: International Journal of Group Psychotherapy 1 (2), 1951, S. 106–114 (englisch).
- Acting out in group psychotherapy. In: International Journal of Group Psychotherapy 3 (1), 1953, S. 42–48 (englisch).
- The importance of cooperation among child health professionals and agencies in an inner city infant mental health service. In: Infant Mental Health Journal 8 (2), 1987, S. 166–180 (englisch).
- mit Lewis H. Loeser et al.: Group psychotherapy in private practice. In: American Journal of Psychotherapy 3 (2), 1949, S. 213–233 (englisch).
- mit Lewis H. Loeser: The position of the group therapist in transference and countertransference. An experimental study. In: International Journal of Group Psychotherapy 3 (4), 1953, S. 389–406 (englisch).
- mit Lewis H. Loeser: The role of death fears in the etiology of phobic anxiety as revealed in group psychotherapy. In: International Journal of Group Psychotherapy 10 (3), 1960, S. 287–297 (englisch).